# Romesh Weerawardane
Romesh Weerawardane (* 22. Oktober 1979) ist ein sri-lankischer Schachspieler. Er ist der einzige Internationale Meister Sri Lankas.

## Leben
Romesh Weerawardane hat einen naturwissenschaftlichen Bachelor-Abschluss (Bachelor of Science) und ist Schachtrainer. Er trainierte zum Beispiel den sri-lankischen FIDE-Meister Rajeendra Kalugampitiya.

## Erfolge
Mit dem Sri Lanka Chess Club (LKCC) nahm er 2008 am zweiten Brett spielend am Asian Club Chess Cup in al-Ain teil. Am Asian-Cities-Turnier 2015 in Kalutara nahm er am Spitzenbrett spielend für die Mannschaft aus Colombo teil. Vereinsschach spielt er in Sri Lanka für den Fischer Chess Club, mit dem er mehrmals die Sri Lanka Inter-club Super League gewinnen konnte.
In Sri Lanka gewann er mehrere Turniere, zum Beispiel ein internationales Turnier 2014 im westsrilankesischen Kalutara und den Sri Lanka Grand Prix 2016 in Colombo-Narahenpita. Bei der sri-lankischen Einzelmeisterschaft 2016, die in der VIP-Lounge eines Hockeystadions in Colombo ausgetragen wurde, wurde er Zweiter hinter Rajeendra Kalugampitiya.
Für die Nationalmannschaft Sri Lankas spielte er bei der Schacholympiade 2010 in Chanty-Mansijsk am dritten Brett sowie bei der Schacholympiade 2016 in Baku am Spitzenbrett. Er spielte für die Mannschaft auch bei den Asian Indoor & Martial Arts Games 2013 in Incheon sowie bei den asiatischen Mannschaftsmeisterschaften 2014 in Täbris am vierten Brett und 2016 in Abu Dhabi am Spitzenbrett.

## Titel und Rating
Beim asiatischen Zonenturnier der Zone 3.2 in Colombo im Februar 2013, das von Ziaur Rahman aus Bangladesch gewonnen wurde, erhielt Romesh Weerawardane für sein Ergebnis von 6 Punkten aus 9 Partien mit unter anderem einem Remis gegen den bangladeschischen Großmeister Niaz Murshed den Titel Internationaler Meister. Er ist damit der erste und einzige Schachspieler Sri Lankas, der diesen Titel trägt. Seit 2014 trägt er zusätzlich den Titel „FIDE Instructor“, das ist eine Stufe unter dem Titel FIDE-Trainer.
Seine Elo-Zahl beträgt 1871 (Stand: September 2023), seine bisher höchste Elo-Zahl war 2203 von Juli 2004 bis März 2005.